# Melissa Morrison-Howard
Melissa Renee Morrison po mężu Morrison-Howard (ur. 9 lipca 1971 w Mooresville w Karolinie Północnej) – amerykańska lekkoatletka, specjalistka biegów płotkarskich, dwukrotna medalistka olimpijska.
Rozpoczęła międzynarodową karierę od zajęcia 5. miejsca w finale biegu na 60 metrów przez płotki na halowych mistrzostwach świata w 1997 w Paryżu. Na mistrzostwach świata w 1997 w Atenach odpadła w eliminacjach biegu na 110 metrów przez płotki. Zajęła 2. miejsce na tym dystansie w Finale Grand Prix IAAF w 1998 w Moskwie. Na halowych mistrzostwach świata w 1999 w Maebashi zajęła 6. miejsce na 60 metrów przez płotki.
Na igrzyskach olimpijskich w 2000 w Sydney Morrison zdobyła brązowy medal w biegu na 100 metrów przez płotki. Zajęła 4. miejsce w tej konkurencji w Finale Grand Prix IAAF w 2000 w Doha i 7. miejsce w Finale Grand Prix IAAF w 2002 w Paryżu.
Zdobyła brązowy medal w biegu na 60 metrów przez płotki na halowych mistrzostwach świata w 2003 w Birmingham. W Światowym Finale IAAF w 2003 w Monako zajęła 6. miejsce na 100 metrów przez płotki.
Na igrzyskach olimpijskich w 2004 w Atenach ponownie zdobyła brązowy medal w biegu na 100 metrów przez płotki.
Melissa Morrison-Howard była mistrzynią Stanów Zjednoczonych w biegu na 100 metrów przez płotki w 1997 oraz halowa mistrzynią USA w biegu na 60 metrów przez płotki w latach 1998-2000 i 2002.
Rekordy życiowe Melissy Morrison-Howard:
| Konkurencja                           | Data i miejsce               | Wynik |
| ------------------------------------- | ---------------------------- | ----- |
| bieg na 100 metrów                    | 17 marca 2001, Coral Gables  | 11,59 |
| bieg na 200 metrów                    | 17 marca 2001, Coral Gables  | 23,82 |
| bieg na 100 metrów przez płotki       | 5 sierpnia 1998, Sztokholm   | 12,53 |
| bieg na 60 metrów (hala)              | 22 stycznia 1999, Blacksburg | 7,40  |
| bieg na 50 metrów przez płotki (hala) | 13 lutego 1999, Los Angeles  | 6,81  |
| bieg na 60 metrów przez płotki (hala) | 22 lutego 1998, Liévin       | 7,83  |